# 埃利班
埃利班（羅馬化：Elʹban）是俄罗斯哈巴罗夫斯克边疆区的市级镇，为阿穆尔斯克区第二大聚居地，也是该区唯一的一座市级镇。地处哈巴罗夫斯克边疆区南部，位于区行政中心阿穆尔斯克西南、边疆区首府哈巴罗夫斯克（伯力）东北方。阿穆尔河流域埃利班河从该镇西侧流过。附近较大城市有阿穆尔河畔共青城。
镇内设有同名铁路车站，位于第二沃洛恰耶夫卡－阿穆尔河畔共青城线上。
该地2022年人口有10,556人；2010年人口11,934；2002年人口12,909；1989年人口15,213。